# Mandat wolny
Mandat wolny – ukształtował się jako pochodna koncepcji zwierzchnictwa narodu. Opiera się na założeniu, że poseł reprezentuje cały zbiorowy podmiot suwerenności, nie jest więc związany instrukcjami wyborców. Wręcz przeciwnie – status posła jest ukształtowany na zasadzie niezależności prawnej, choć w wymiarze faktycznym powinien liczyć się z głosami wyborców jak i partii, która wysunęła jego kandydaturę.
Taki status posła został przyjęty w Konstytucji z 1997 w art. 104 → z tego można wyprowadzić trzy zasady:
1. uniwersalność – poseł reprezentuje cały Naród, a nie poszczególne grupy;
2. niezależność
3. nieodwołalność[2].